# Новотроїцьке (Лозівський район)
Новотро́їцьке —  село в Україні, у Близнюківській селищній громаді Лозівського району Харківської області. Населення становить 78 осіб. До 2020 орган місцевого самоврядування — Новонадеждинська сільська рада.

## Географія
Село Новотроїцьке знаходиться за 5 км від села Нововолодимирське, примикає до села Привілля. Село розташоване в неглибокій балці на якій зроблено кілька загат.

## Історія
- 1795 - дата заснування.
- 12 червня 2020 року, відповідно до Розпорядження Кабінету Міністрів України № 725-р «Про визначення адміністративних центрів та затвердження територій територіальних громад Харківської області», увійшло до складу Близнюківської селищної громади.[1]
- 19 липня 2020 року, в результаті адміністративно-територіальної реформи та ліквідації Близнюківського району, увійшло до складу Лозівського району Харківської області.[2]

## Економіка
- В селі є молочно-товарна ферма.